# Henryk Kroll

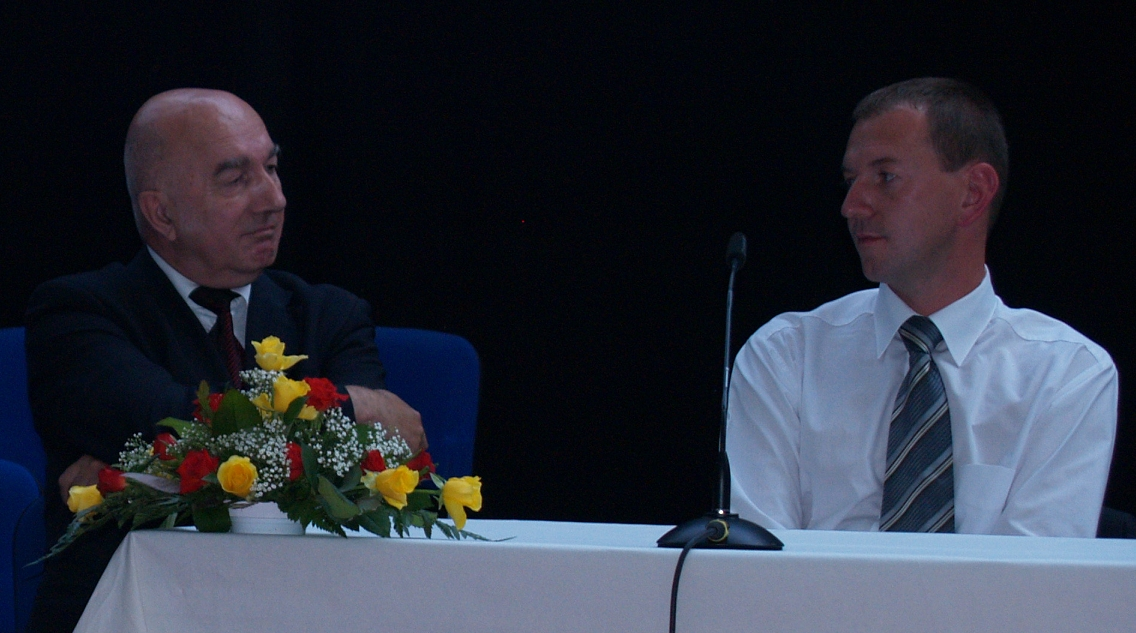
Henryk Kroll (links) und Norbert Rasch

Henryk Kroll (auch Heinrich Kroll oder Henryk Król) (* 20. Januar 1949 in Gogolin) ist ein polnischer Politiker deutscher Abstammung. Kroll gilt als wichtiger Sprecher der deutschen Minderheit in Polen. Er gehörte von 1991 bis 2007 für das Wahlkomitee Deutsche Minderheit dem Sejm in der I., II., III., IV. und V. Wahlperiode an.

## Leben und Beruf
Henryk Kroll ist der Sohn von Johann (1918–2000) und Maria Kroll (geb. Bias). 1976 schloss er ein Studium der Veterinärmedizin an der Landwirtschaftlichen Universität Breslau ab und war danach als Tierarzt tätig, leitete aber auch die landwirtschaftliche Genossenschaft in Oberwitz. 
Seit dem 12. Februar 2005 war Kroll Vorsitzender des Verbandes der deutschen sozial-kulturellen Gesellschaften in Polen (VdG). Am 14. Mai 2009 wählte der Verbandsvorstand Bernard Gaida zum neuen Vorsitzenden und Nachfolger Krolls. Nach seinem Ausscheiden aus dem Sejm 2007 kandidierte er 2008 auch nicht mehr für den Vorsitz des Sozial-Kulturellen Gesellschaft der Deutschen im Oppelner Schlesien, den Norbert Rasch übernahm.

## Politik
Henryk Kroll wurde erstmals bei der ersten vollständig freien Parlamentswahl 1991 im Wahlkreis Oppeln für das Wahlkomitee Deutsche Minderheit in den polnischen Sejm gewählt. Bei den Wahlen 1993, 1997, 2001 und 2005 wurde er jeweils wiedergewählt. Solange die Deutsche Minderheit über die notwendige Anzahl an Abgeordneten für eine parlamentarische Gruppe verfügte, leitete er diese (1991 bis 1997). Bei den Parlamentswahlen in Polen 2007 verlor er trotz Spitzenkandidatur sein bisheriges Mandat, da das Wahlkomitee Deutsche Minderheit nur noch ein Mandat erhielt und der auf Platz zwei kandidierende Ryszard Galla knapp 300 Stimmen mehr als Kroll erhielt. Bei der Europawahl 2009 kandidierte er im Rahmen einer Wahlabsprache der deutschen Minderheit mit der Polskie Stronnictwo Ludowe auf deren Liste zum Europaparlament, erhielt aber kein Mandat.

## Ehrungen
Nachdem Kroll bereits 2003 mit der Komandoria Missio Reconciliationis auszeichnet worden war, erhielt er 2012 das Silberne Verdienstkreuzes der Republik Polen. 2021 wurde Kroll mit dem Verdienstkreuz am Bande der Bundesrepublik Deutschland ausgezeichnet.